# ケトル (雑誌)
『ケトル』は、2011年4月に太田出版より創刊された雑誌である。
2020年12月15日発売のVOL.57をもって休刊した。

## 概要
博報堂のクリエイティブディレクター嶋浩一郎が編集長を務め、「最高に無駄が詰まった雑誌を目指して」をコンセプトにアート、食、動物、文学、街など雑多を扱う。